# Goncarzewy
Goncarzewy – osada w Polsce położona w województwie kujawsko-pomorskim, w powiecie bydgoskim, w gminie Sicienko.
W latach 1975–1998 miejscowość administracyjnie należała do województwa bydgoskiego.
Wskazówka – występuje również wariant nazewniczy miejscowości: Goncarzewo.

## Historia
Wieś od początku swego istnienia leżała w obszarze granicznym pomiędzy Pomorzem, Wielkopolską i państwem zakonnym. Rozwijała się w cieniu pobliskiego Samsieczna, a później Sicienka, czego powodem jest wspólny opis dziejów tych miejscowości.
W 1288 Samsieczno i przyległe okolice należały do cystersów z Byszewa, jednak w dokumentach klasztornych z 1386 nazwa wsi nie jest wymieniana.
Zasadźcą wsi był Guncerz z Bronikowa, potomek serbołużyckiego, szlacheckiego rodu Pradel (Predel), który przybył do Krajny w XIV w. Dokładna data lokacji wsi nie jest znana. Prawdopodobnie powstała na przełomie XIV i XV w.
Pierwszy zapis dotyczący nazwy wsi pojawia się w nakielskich księgach sądowych 4 sierpnia 1453. Wymieniony jest w nich Jan de Guncerzewy (Jan pochodzący z miejscowości Guncerzewy), podsędek sądu ziemskiego w Nakle n. Notecią.
Mimo że wieś od początku lokacji była mocno "związana" z Samsiecznem, nie powstała w wyniku jego podziału. Jej zabudowa odbywała się na planie ulicówki. Od początku wieś była własnością szlachecką i ciążył na niej obowiązek bezpośredniego udziału w wyprawach wojennych. Podzielona była pomiędzy kilku właścicieli.
Od połowy XV w. dziedzicami wsi była rodzina Guncerzewskich oraz rodziny z nią spokrewnione.
W 1578 wieś należała do rodziny Siedleckich, Szczutowskich i Turzyńskich. W połowie XVII w. wieś przejęła rodzina Działyńskich. Pod koniec XVII w. dziedzicem był Michał Działyński, kasztelan chełmiński. Na początku XVIII w., od rodziny Działyńskich, ziemie we wsi przejmuje spokrewniona z nimi rodzina Potulickich. Ostatnią dziedziczką wsi jest Aniela Konstancja Aleksandra hrabina Potulicka.
9 września 1893 w Goncarzewie urodziła się Margarete Siegroth (z domu Boden) - małżonka Heinricha Himmlera
20 października 1932 wieś przechodzi pod zarząd Fundacji Potulickiej, utworzonej przez Anielę Potulicką na bazie dóbr potulickich.
Po II wojnie światowej, majątek Fundacji Potulickiej został znacjonalizowany i ziemie wsi weszły w skład Kombinatu Rolniczego w Wojnowie.
Od 1990 dobrami wsi administruje Katolicki Uniwersytet Lubelski, spadkobierca testamentowy zysków Fundacji Potulickiej.
Na terenie wsi zlokalizowany jest nieczynny cmentarz ewangelicki.

## Etymologia i pisownia
Nazwa wsi pochodzi od serbołużyckiego imienia Goncerz. Jego brzmienie jest inne niż pisownia i fonetycznie przypomina Gunczerz.
Pierwotna nazwa wsi Gunczerzewy ulegała zmianom na przestrzeni lat. Od połowy XV w. do czasów rozbiorów nazwa wisi była zapisywana jako: Guncerzewy, Gunczerzowy, Gunczerzewy, Guncerzewo, Gunczarzewy, Gącarzewy, Goncerzewo, Guncerzowy, Guncerzewice, Gunczerzewy. W okresie Wielkiego Księstwa Poznańskiego występowały dwie odmiany nazwy: Gońcarzewy – po polsku i Goncerzewo – po niemiecku. Nazwa Goncarzewy, która obowiązuje obecnie, po raz pierwszy pojawia się w 1926.